# Di Di Hollywood
Di Di Hollywood és una pel·lícula dramàtica del 2010, escrita, dirigida i produïda per Bigas Luna. Protagonitzada per Elsa Pataky, Peter Coyote i Paul Sculfor.

## Argument
Diana Diaz (Pataky) és un treballadora d'un bar que es trasllada de Madrid a Miami. Quan arriba a Miami, coneix en Robert (Hacha), amb qui es dirigeix a Hollywood, disposada a fer qualsevol cosa per fer-se famosa. L'agent Michael McLean (Coyote) li dona les seves falses esperances de fer-se cèlebre, i canvia i passa a fer-se dir DiDi. Però descobreix que realment només la vol utilitzar en una relació de cover-up amb l'actor secretament gai Steve Richards (Sculfor).

## Repartiment
- Elsa Pataky: Diana Díaz "Di Di"[1]
- Peter Coyote: Michael Stein
- Paul Sculfor: Steve Richards
- Giovanna Zacaría: Nora
- Luis Hacha: Robert
- Flora Martínez: María
- Jean-Marie Juan: David
- Leonardo García: Aldo
- Ben Temple: Richard Low
- Ana Soriano: Mare de Diana

## Producció

### Rodatge
El rodatge va tenir lloc a Madrid, València, Elx i la Ciutat de la Llum; i l'escena d'hospital va ser rodada a Benidorm. El rodatge va tenir lloc entre octubre i novembre de 2009.

## Banda sonora
1. "Where No Endings End" by Keren Ann (3:37)[3]
2. "Time of Our Lives" by Gram Rabbit (4:06)[4]
3. "Sad Song" by Au Revoir Simone (4:09)[5]
4. "Loba" by Shakira (3:07)
5. "La Vie en rose" by Louis Armstrong (3:26)
6. "In My Book" by Gram Rabbit (3:25)[6]
7. "Heidi's Theme" by Decoder Ring (2:37)[7]
8. "Candy Flip" by Gram Rabbit (4:46)[4]
9. "Azabache" by Lucas Masciano (5:48)[8]
10. "Amor y lujo" by Mónica Naranjo (4:06)[9]
11. "Curtain Up" by John Cacavas
12. "Fiera inquieta" by Nicolas Uribe
13. "If I Were A Boy" by Kym Mazelle (4:09)
14. "One Way or Another" by Blondie (3:31)

## Crítica
- "Patchwork biogràfic construït pesadament amb retalls de biografies (massa) conegudes (...) comptat amb escassa convicció i menys interès (...) Puntuació: ★★ (sobre 5)"[10]
- "És la pitjor pel·lícula [de Bigas Lluna] (...) sembla el llibret d'un afeccionat, acompanyat d'una fotografia horrorosa i una posada en escena pedestre"[11]